# 1995 no desporto

## Eventos
- 23 de Janeiro - Começa o julgamento do jogador de futebol americano O.J. Simpson, acusado de assassinar sua esposa.
- 14 de Dezembro – Onze torcedores paulistas são metralhados por traficantes cariocas ao entrar por engano no Complexo da Maré.
- Entre 5 e 13 de agosto têm lugar em Gotemburgo (Suécia), no Estádio Ullevi, a 5ª edição dos Campeonatos Mundiais de Atletismo com a presença de 1804 atletas de 191 nações.

## Atletismo
- 5 de Agosto - Nos Campeonatos Mundiais de Gotemburgo, a portuguesa Manuela Machado vence a maratona feminina.
- 9 de Agosto - Fernanda Ribeiro sagra-se campeã do mundo de 10000 metros em Gotemburgo. No mesmo dia, outra portuguesa, Carla Sacramento, conquista a medalha de bronze nos 1500 metros.

## Automobilismo
- 5 de Março - O canadense Jacques Villeneuve vence o GP de Miami, prova de abertura da Fórmula Indy. Na estreia de sua nova equipe, a PacWest, Maurício Gugelmin termina em 2º lugar, seu primeiro pódio na categoria.[1]
- 23 de Abril - Emerson Fittipaldi vence o GP de Nazareth. É a 22ª e última vitória do piloto na categoria.
- 14 de Maio - Johnny Herbert termina o GP da Espanha em 2º lugar, sendo seu primeiro pódio na carreira.
- 28 de Maio - O canadense Jacques Villeneuve é o vencedor nas 500 Milhas de Indianápolis e em sua temporada de estreia, Christian Fittipaldi termina em 2º lugar.[2]
- 11 de Junho - Jean Alesi vence o GP do Canadá de Fórmula 1. É a primeira e única vitória do piloto francês na carreira. A prova teve dois carros da Jordan completando o pódio: Rubens Barrichello em 2º e Eddie Irvine em 3º lugar, seu primeiro pódio na categoria.
- 16 de Julho - Johnny Herbert vence o GP da Grã-Bretanha. É a primeira vitória do piloto inglês na carreira.
- 30 de Julho - Michael Schumacher vence o GP da Alemanha. É a primeira vitória de Schumacher no seu país e também a primeira vitória de um piloto alemão no próprio território.
- 16 de Agosto - Michael Schumacher é oficializado como piloto da Ferrari em 1996 e 1997 e a Williams anuncia Jacques Villeneuve como companheiro de Damon Hill em 1996.[3]
- 20 de Agosto - André Ribeiro vence o GP de New Hampshire. É a primeira vitória do piloto brasileiro e do motor Honda na categoria.[4]
- 3 de Setembro - Gil de Ferran termina o GP de Vancouver em 2º lugar. É o primeiro pódio do piloto brasileiro na classe.
- 10 de Setembro - O alemão Heinz-Harald Frentzen termina o GP da Itália em 3º lugar, seu primeiro pódio na Fórmula 1 e também o primeiro da Sauber. A prova ainda teve o finlandês Mika Salo marcando seus primeiros 2 pontos no curso com o 5º lugar.[5]
- 10 de Setembro - Gil de Ferran vence o GP de Laguna Seca na Fórmula Indy, sendo a sua primeira vitória na classe e o pódio teve o 3º lugar de Maurício Gugelmin e com o 11º lugar na prova, Jacques Villeneuve é campeão na Fórmula Indy.[6]
- 24 de Setembro - David Coulthard vence o GP de Portugal. É a primeira vitória do piloto escocês, uma vitória que a Escócia não acontecia há 22 anos.
- 22 de Outubro - Michael Schumacher vence o GP do Pacífico e torna-se bicampeão mundial de Fórmula 1 com duas provas de antecedência.
- 29 de Outubro - Com a vitória de Schumacher e o 3º lugar de Herbert no GP do Japão, a Benetton é campeã de construtores pela primeira (e única) vez.
- 12 de Novembro - Damon Hill vence o GP da Austrália, Mark Blundell termina em 4º marcando seus últimos 3 pontos Fórmula 1 e Pedro Lamy marcando seu primeiro (e único ponto) com o 6º lugar, assim como de Portugal na principal categoria automobilística. É realizada a última prova de Fórmula 1 em Adelaide.

## Boxe
- 20 de Agosto – Mike Tyson volta aos ringues depois da prisão e nocauteia Peter McNeeley, aos 89 segundos do primeiro assalto.

## Futebol
- 13 de Janeiro - A Dinamarca vence a Argentina por 2 a 0 e é campeão da Copa Rei Fahd (antiga Copa das Confederações).
- 8 de Fevereiro - O Milan vence o Arsenal por 2 a 0 e é campeão da Supercopa da UEFA.
- 14 de Maio - O Blackburn Rovers conquista a Premier League com 1 ponto a mais que o Manchester United.
- 17 de Maio - O Parma empata com a Juventus por 1 a 1 (2 a 1 no agregado) e é campeão da Copa da UEFA.
- 18 de Maio - O Ajax conquista a Eredivisie com 7 pontos acima do Roda JC Kerkrade.
- 20 de Maio - O Porto conquista a Primeira Liga com 7 pontos acima do Sporting.
- 24 de Maio - O Ajax vence o Milan por 1 a 0 e se consagra campeão da UEFA Champions League pela 4ª vez.
- 27 de Maio - A Juventus conquista a Serie A com 10 pontos acima do Parma.
- 31 de Maio - O Nantes conquista a Ligue 1 com 10 pontos acima do Lyon.
- 10 de Junho - O Borussia Dortmund conquista a Bundesliga com 1 ponto acima do Werder Bremen.
- 17 de Junho - O Real Madrid conquista a La Liga com 4 pontos a mais que o Deportivo la Coruña.
- 25 de Junho - O Fluminense vence o Flamengo por 3 a 2 e é campeão carioca de futebol.
- 13 de Agosto - O Grêmio vence o Internacional por 2 a 1 e sagra-se campeão gaúcho de futebol.
- 30 de Agosto - O Grêmio torna-se Bicampeão da Copa Libertadores ao empatar em 1 a 1 com o Atlético Nacional da Colômbia.
- 17 de Novembro - O Clube de Regatas do Flamengo completa 100 anos de fundação.
- 28 de Novembro - O Grêmio empata em 0 a 0 com o Ajax e perde nas cobranças de penalidades o título do Mundial Interclubes.
- 10 de Dezembro - Virada histórica do Santos em cima do Fluminense que dá ao time paulista vaga á final do Campeonato Brasileiro.
- 17 de Dezembro - O Botafogo empata com o Santos por 1 a 1 e é campeão brasileiro de futebol.

## Nascimentos
| Data            | Nome                  | Profissão                  | Nacionalidade   | Observações | Ref |
| --------------- | --------------------- | -------------------------- | --------------- | ----------- | --- |
| 1 de janeiro    | Sardar Azmoun         | futebolista                | Irão            |             |     |
| 9 de janeiro    | Dominik Livaković     | futebolista                | Croácia         |             |     |
| 10 de Janeiro   | José Giménez          | futebolista                | Uruguai         |             |     |
| 16 de Janeiro   | Takumi Minamino       | futebolista                | Japão           |             |     |
| 30 de janeiro   | Marcos Llorente       | futebolista                | Espanha         |             |     |
| 5 de Fevereiro  | Adnan Januzaj         | futebolista                | Bélgica         |             |     |
| 6 de Fevereiro  | Leon Goretzka         | futebolista                | Alemanha        |             |     |
| 6 de Fevereiro  | Jack Shore            | artes marciais mistas      | País de Gales   |             |     |
| 7 de Fevereiro  | Cao Yuan              | Saltador Aquático          | China           |             |     |
| 8 de Fevereiro  | Joshua Kimmich        | futebolista                | Alemanha        |             |     |
| 9 de fevereiro  | Nadine Visser         | atleta                     | Países Baixos   |             |     |
| 9 de fevereiro  | Mario Pašalić         | futebolista                | Croácia         |             |     |
| 10 de fevereiro | Naby Keïta            | futebolista                | Guiné           |             |     |
| 11 de Fevereiro | Milan Škriniar        | futebolista                | Eslováquia      |             |     |
| 14 de Fevereiro | Diego Fagúndez        | futebolista                | Uruguai         |             |     |
| 18 de Fevereiro | Nader Ghandri         | futebolista                | Tunísia         |             |     |
| 18 de Fevereiro | Nathan Aké            | futebolista                | Países Baixos   |             |     |
| 19 de Fevereiro | Nikola Jokić          | basquetebolista            | Sérvia          |             |     |
| 23 de fevereiro | Talisson Glock        | nadador paralímpico        | Brasil          |             |     |
| 23 de Fevereiro | Andrew Wiggins        | basquetebolista            | Canadá          |             |     |
| 27 de Fevereiro | Milinković-Savić      | futebolista                | Sérvia          |             |     |
| 16 de março     | Pedro Barros          | skatista                   | Brasil          |             |     |
| 29 de março     | Bruna Costa Alexandre | mesa-tenista Paralímpica   | Brasil          |             |     |
| 29 de março     | Ben Bentil            | basquetebolista            | Gana            |             |     |
| 1 de Abril      | Logan Paul            | lutador profissional       | Estados Unidos  |             |     |
| 3 de Abril      | Adrien Rabiot         | futebolista                | França          |             |     |
| 15 de Abril     | Chiaka Ogbogu         | Voleibolista               | Estados Unidos  |             |     |
| 16 de Abril     | Filipe Toledo         | Surfista                   | Brasil          |             |     |
| 6 de Maio       | Lucas Evangelista     | futebolista                | Brasil          |             |     |
| 10 de Maio      | Gabriella Papadakis   | Patinadora Artística       | França          |             |     |
| 10 de Maio      | Ellyes Skhiri         | futebolista                | França Tunísia  |             |     |
| 11 de Maio      | Rony                  | futebolista                | Brasil          |             |     |
| 22 de Maio      | Isabela Abreu         | Atleta de pentatlo moderno | Brasil          |             |     |
| 25 de Maio      | Beatriz Tavares       | remadora                   | Brasil          |             |     |
| 25 de Maio      | José Gayà             | futebolista                | Espanha         |             |     |
| 29 de Maio      | Nicolas Pépé          | futebolista                | Costa do Marfim |             |     |
| 15 de Junho     | Érick Gutiérrez       | futebolista                | México          |             |     |
| 17 de Junho     | Clément Lenglet       | futebolista                | França          |             |     |
| 29 de Junho     | Eldor Shomurodov      | futebolista                | Uzbequistão     |             |     |
| 1 de Julho      | Krzysztof Piątek      | futebolista                | Polónia         |             |     |
| 9 de Julho      | Taynara Conti         | lutadora                   | Brasil          |             |     |
| 9 de Julho      | João Palhinha         | futebolista                | Portugal        |             |     |
| 12 de Julho     | Luke Shaw             | futebolista                | Inglaterra      |             |     |
| 14 de Julho     | Serge Gnabry          | futebolista                | Alemanha        |             |     |
| 18 de Julho     | Sui Wenjing           | patinadora artística       | China           |             |     |
| 19 de Julho     | Manuel Akanji         | futebolista                | Suíça           |             |     |
| 19 de Julho     | Raphael Veiga         | futebolista                | Brasil          |             |     |
| 25 de Julho     | Maria Sakkari         | tenista                    | Grécia          |             |     |
| 26 de Julho     | Pierre Kunde          | futebolista                | Camarões        |             |     |
| 27 de Julho     | Luca Kumahara         | mesa-tenista               | Brasil          |             |     |
| 27 de Julho     | Alana Maldonado       | judoca paralímpica         | Brasil          |             |     |
| 30 de Julho     | Hirving Lozano        | futebolista                | México          |             |     |
| 2 de Agosto     | Kristaps Porziņģis    | basquetebolista            | Letónia         |             |     |
| 2 de Agosto     | Izabela da Silva      | atleta                     | Brasil          |             |     |
| 5 de Agosto     | Pierre-Emile Højbjerg | futebolista                | Dinamarca       |             |     |
| 13 de Agosto    | Presnel Kimpembe      | futebolista                | França          |             |     |
| 16 de Agosto    | Josip Juranović       | futebolista                | Croácia         |             |     |
| 17 de Agosto    | Gracie Gold           | patinadora artística       | Estados Unidos  |             |     |
| 20 de Agosto    | Douglas Souza         | vôleibolista               | Brasil          |             |     |
| 21 de Agosto    | Agustín Rossi         | futebolista                | Argentina       |             |     |
| 25 de Agosto    | Lucas Chumbo          | surfista                   | Brasil          |             |     |
| 27 de Agosto    | Sergey Sirotkin       | piloto                     | Rússia          |             |     |
| 3 de Setembro   | Niklas Süle           | futebolista                | Alemanha        |             |     |
| 5 de setembro   | Lina Hurtig           | futebolista                | Suécia          |             |     |
| 7 de Setembro   | Jailson               | futebolista                | Brasil          |             |     |
| 14 de setembro  | Pape Abou Cissé       | futebolista                | Senegal         |             |     |
| 17 de Setembro  | Patrick Mahomes       | futebol americano          | Estados Unidos  |             |     |
| 21 de Setembro  | Bruno Caboclo         | basquetebolista            | Brasil          |             |     |
| 22 de Setembro  | Vitor Ishiy           | mesa-tenista               | Brasil          |             |     |
| 26 de setembro  | Miloš Veljković       | futebolista                | Sérvia          |             |     |
| 29 de Setembro  | João Geraldo          | mesa-tenista               | Portugal        |             |     |
| 7 de outubro    | Slađana Mirković      | Vôleibolista               | Sérvia          |             |     |
| 14 de outubro   | Nina Brunner          | Vôleibolista de praia      | Suíça           |             |     |
| 15 de outubro   | Jakob Pöltl           | Basquetebolista            | Áustria         |             |     |
| 19 de Outubro   | Toni Storm            | lutadora                   | Nova Zelândia   |             |     |
| 28 de Outubro   | Mansoor               | lutador                    | Arábia Saudita  |             |     |
| 12 de Novembro  | Thomas Lemar          | futebolista                | França          |             |     |
| 15 de Novembro  | Karl-Anthony Towns    | basquete                   | Estados Unidos  |             |     |
| 27 de Novembro  | Ana Carolina Moura    | Taekwondo paralímpico      | Brasil          |             |     |
| 5 de Dezembro   | Anthony Martial       | futebolista                | França          |             |     |
| 5 de Dezembro   | Alexander Sørloth     | futebolista                | Noruega         |             |     |
| 5 de Dezembro   | Kaetlyn Osmond        | Patinadora Artística       | Canadá          |             |     |
| 19 de Dezembro  | Lorena Spoladore      | Atleta Paralímpica         | Brasil          |             |     |

## Mortes
| Data           | Nome               | Profissão           | Nacionalidade            | Observações | Ref |
| -------------- | ------------------ | ------------------- | ------------------------ | ----------- | --- |
| 2 de Janeiro   | Graham Sharp       | patinador artístico | Reino Unido              | n. 1917     |     |
| 13 de Março    | Paul Kipkoech      | atleta              | Quênia                   | n. 1963     |     |
| 5 de Maio      | Mikhail Botvinnik  | enxadrista          | União Soviética          | n. 1911     |     |
| 17 de Julho    | Juan Manuel Fangio | automobilista       | Argentina                | n. 1911     |     |
| 15 de Setembro | Dirceu             | futebolista         | Brasil                   | n. 1952     |     |
| 15 de Outubro  | Marco Campos       | automobilista       | Brasil                   | n. 1976     |     |
| 20 de Novembro | Sergei Grinkov     | patinador artístico | União Soviética / Rússia | n. 1967     |     |